# دستگاه برد کوتاه
یک دستگاه برد-کوتاه (SRD) که توسط سفارش‌نامه ۷۰–۰۳ ECC توضیح داده شده‌است، یک دستگاه فرستنده فرکانس-رادیویی است که در مخابرات برای انتقال اطلاعات استفاده می‌شود که توانایی پایینی در ایجاد تداخل مخرب برای سایر تجهیزات رادیویی دارد.
دستگاه‌های برد-کوتاه فرستنده‌های کم-مصرفی هستند که معمولاً به توان تابشی مؤثر (ERP) 25 تا ۱۰۰ میلی‌وات یا کمتر، بسته به باند فرکانسی، محدود می‌شوند، که برد مفید آنها را به چند صد متر محدود می‌کند و نیازی به مجوز از کاربران خود ندارد.
فناوری‌های بی‌سیم برد-کوتاه شامل بلوتوث، وای-فای، مخابرات میدان-نزدیک (NFC)، فراپهن‌باند (UWB) و IEEE ۸۰۲٫۱۵٫۴ است. آنها توسط تراشه‌های ساخته‌شده به عنوان مدار مجتمع آراف سیماس (مدار آراف) پیاده‌سازی می‌شوند. تا تاریخ ۲۰۰۹، تراشه‌های بی‌سیم برد-کوتاه سالانه تقریباً ۱٫۷ میلیارد دستگاه ارسال می‌شوند که بلوتوث بیش از ۵۵ درصد از محموله‌ها و Wi-Fi حدود ۳۵ درصد از محموله‌ها را تشکیل می‌دهد.
کمیسیون اروپا از طریق CEPT و ETSI تخصیص چندین باند دستگاه را برای این اهداف الزامی می‌کند، پارامترهای استفاده از آنها را محدود می‌کند و شیوه‌نامه‌هایی برای جلوگیری از تداخل رادیویی ارائه می‌دهد.